# Amstrad
Das britische Computer-Unternehmen Amstrad wurde 1968 von Alan Sugar gegründet und startete als Handelsunternehmen für alle Arten von elektrischen Gütern. Der Name Amstrad steht für Alan Michael Sugar Trading.

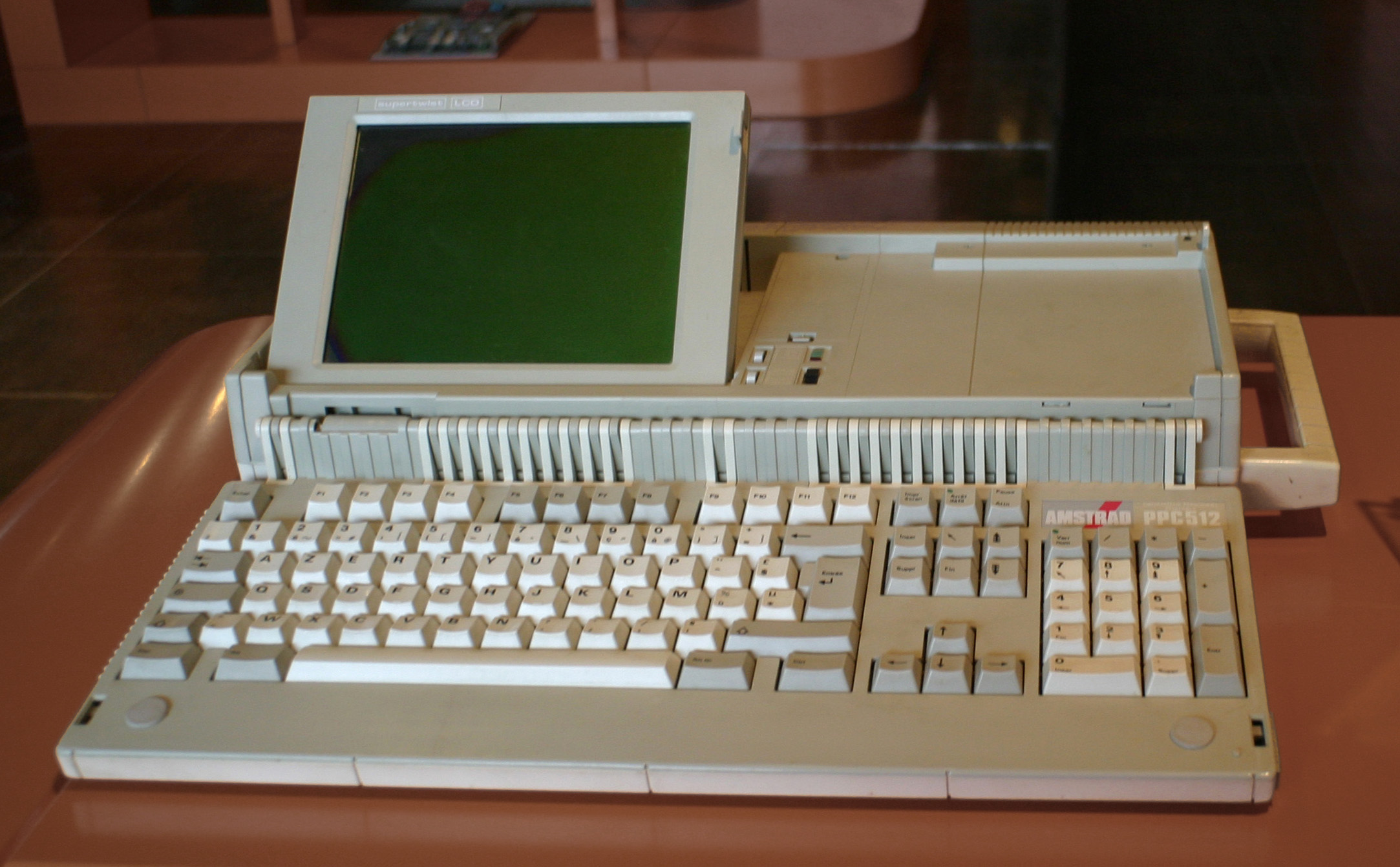
Amstrad PPC512

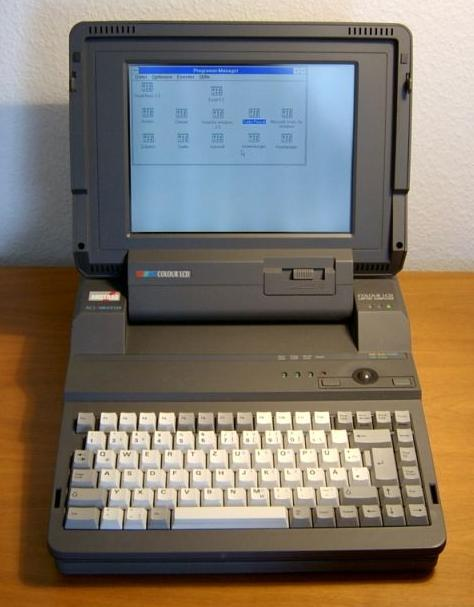
Amstrad ACL-386SX120, 4 MB Speicher, 120 MB Festplatte, Windows 3.1

Das Unternehmen wurde vor allem durch die Heimcomputerbaureihe CPC (Color Personal Computer) bekannt, die in Deutschland von der Schneider Computer Division in Türkheim unter eigenem Namen vertrieben wurde.
Amstrad kaufte 1986 die Firma Sinclair Research auf und brachte unter deren Namen zwei Nachfolgemodelle von deren ZX Spectrum 128 auf den Markt, in deren Gehäuse (wie bei den eigenen CPC 464, 664 und 6128) jeweils ein Kassetten- bzw. Diskettenlaufwerk integriert war. 
Nach Aufkommen der IBM-PCs und einigen Rechnern auf diesem Gebiet zog man sich aus dem weitgehend auf modulare Systeme gegründeten neuen Markt zurück.
Weitere Produkte des Unternehmens kamen aus dem braunen Bereich: Hi-Fi, Unterhaltungselektronik, Haushaltselektrik. Auch hochentwickelte E-Mail-fähige Bildtelefone wurden hier neben TV-Satellitentechnik vertrieben. Die deutsche Division von Amstrad wurde 1999 von der Metabox AG übernommen.
Am 31. Juli 2007 übernahm der britische Pay-TV-Anbieter BSkyB Amstrad vollständig.
Die Bildtelefonproduktion wurde 2011 eingestellt, es werden noch Satelliten-Receiver für BSkyB und Sky Italia hergestellt.

## Computermodelle von Amstrad (Auswahl)
- die CPC-Heimcomputerreihe
  - klassisch: CPC464, CPC472, CPC664, CPC6128
  - die kurzlebigen CPC 464+/6128+/GX4000-Spielkonsolen
- die PCW-Serie (Joyce, Schreibsysteme auf CP/M-Basis)
- die Notepad-Serie NC: NC100, NC150, NC200
- die späte Sinclair-Heimcomputer-Reihe:
  - Spectrum 2+ (Spectrum 2, 2+, 2+A und 2+B, 2.2)
  - Spectrum 3+
- der PPC640D bzw. PPC512, frühe Notebooks mit großer Tastatur, halbgroßem LC-Display und zehn Batterien. MS-DOS mit Amstrad-Erweiterungen.
- der PDA600 – ein sehr früher Organizer im Newton-Stil
- der PC1512 bzw. PC1640, IBM-PC-kompatible Komplettsysteme, wahlweise mit zwei Diskettenlaufwerken oder einem Disketten- und einem Festplattenlaufwerk (CP/M, DOS-kompatibel, zum Teil mit anderen Systemen geliefert)
- der Amstrad PC3286 ein IBM-PC-kompatibler Rechner mit 16 MHz, einer 80286 CPU und 1 MB RAM und einer 20MB HDD-Festplatte.
- der PC20, ein kleiner IBM-kompatibler im Amiga-/Atari-ST-Typ-Gehäuse. MS-DOS und GEM. Auch unter dem Namen Sinclair vermarktet.
- der Mega PC, ein schlanker IBM-kompatibler PC mit integrierter Spielkonsole Sega Mega Drive, durch Verschieben der Frontblende umstellbar. Die Hardware des jeweils anderen Systems wurde mitbenutzt.
- der ACL 286 und ACL 386 sowie ALT 286 und ALT 386, Laptop-Systeme mit Intel 80286- bzw. 80386-Prozessor.

## Satelliten TV

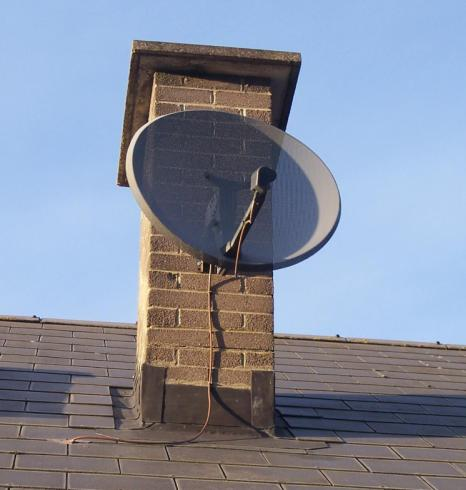
Typische schwarze Sieb-Schüssel, ähnlich wie das Amstrad 60-cm-Modell

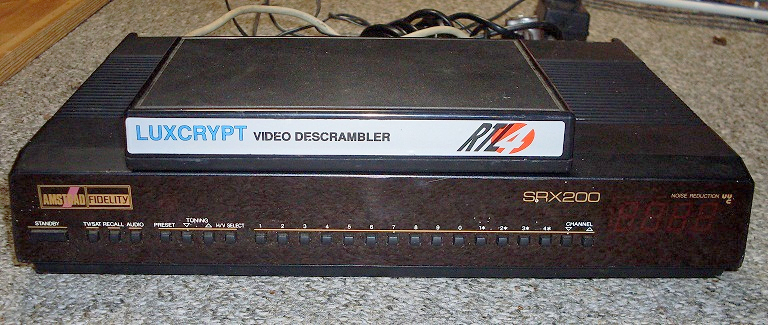
Amstrad SRX200 Satellitenempfänger, mit Luxcrypt-Decoder

Amstrad lieferte Satelliten-TV-Empfangsanlagen für die Sky-Pay-TV-Programme, die nach dem Start des SES Astra 1A TV-Satelliten auf den britischen Inseln populär wurde. Durch hohe Stückzahlen und einfache Produktionsmethoden, wie Satellitenantennen, die als Sieb ausgeführt waren, konnte Amstrad mit niedrigen Preisen Anfang der 1990er Jahre auch in Deutschland einen Massenmarkt für Satellitenempfang bedienen.